# Affaire Bertrand Daudé
Pour un article plus général, voir Abus sexuels sur mineurs dans l'Église catholique en France.
L'affaire Bertrand Daudé est une affaire judiciaire de mœurs mettant en cause Bertrand Daudé, un prêtre catholique du diocèse de Nîmes. Se faisant passer pour une jeune fille ou un jeune garçon sur des réseaux sociaux, il envoie des messages à caractère sexuel et des clichés dénudés à des adolescents pour obtenir de leur part des photos intimes. En septembre 2021, il est condamné à 3 ans de prison dont 18 mois avec sursis probatoire pour corruption de mineurs par voie électronique.

## Historique
Bertrand Daudé est né en 1970 à Alès et exerce son ministère de prêtre dans le diocèse de Nîmes. Il est le fils de Pierre Daudé, décédé en 2019, délégué de l’Œuvre des campagnes. Il entre au séminaire d'Avignon en 1988 et est ordonné prêtre en 1995. Il est d'abord vicaire dans le centre-ville d'Alès, aumônier des jeunes à Villeneuve-lès-Avignon de 1999 à 2007,, puis curé de la paroisse de Pont-Saint-Esprit, où il se fait remarquer en 2012 et 2013 par ses prises de position contre le mariage homosexuel relayées par la presse locale,,. Il est nommé en 2014 curé de l'ensemble paroissial de Sommières et Calvisson, situé à Villevieille, qu'il quitte en 2017 pour être curé de l'ensemble paroissial de Marguerittes.
En janvier 2016, les parents d'un adolescent déposent une plainte à la gendarmerie de Calvisson. Leur fils est en proie au harcèlement d'une certaine « Maylïn » se présentant sur Facebook comme une jeune fille de 18 ans. Après avoir entamé avec l'adolescent une conversation qui prend rapidement un caractère sexuel, « Maylïn » lui envoie des photos dénudées et parvient en retour à obtenir des images intimes du jeune garçon. Elle exige de lui d'autres clichés en le menaçant d'envoyer les photos déjà reçues à ses contacts sur le réseau social, des copains de son collège. L'adolescent, traumatisé, finit par se confier à ses parents. Dans le courant de l'année 2016, une plainte est déposée par la famille d'un autre adolescent approché par le même profil et soumis à un chantage identique. Une jeune fille scolarisée en classe de quatrième est abusée sur un réseau social selon le même scénario par un certain « Alexandre » à qui elle a envoyé une photo d'elle « en petite tenue », et qui exige d'elle une photo plus dénudée. Devant le refus de l'adolescente, malgré ses supplications où elle exprime des intentions suicidaires, « Alexandre » diffuse la photo obtenue dans l'entourage amical de la jeune fille. Elle se confie à sa sœur qui avertit ses parents. Une plainte est déposée. Les trois victimes âgées de 11, 13 et 14 ans vivent dans le Gard et dans la région de Bordeaux.
Les gendarmes ayant enregistré les plaintes transmettent l'affaire aux spécialistes du Centre de lutte contre les criminalités numériques (C3N) qui au bout de deux ans d'investigations repèrent des communications électroniques provenant de Sommières et Villevieille sur une période courant de janvier à décembre 2016. L'individu se cachant sous les profils de « Maylïn » et « Alexandre » est identifié : il s'agit d'un prêtre quadragénaire, l'ancien curé de la paroisse de Sommières, Bertrand Daudé. Son domicile à Marguerittes est perquisitionné en mars 2018 et son matériel informatique, deux ordinateurs et un smartphone, est saisi à des fins d'expertise. Il est placé en garde à vue et mis en examen sous contrôle judiciaire par la juge d'instruction pour corruption de mineur, chantage et tentative de chantage. En février 2020, au terme de l'enquête, la juge estime les charges suffisantes pour renvoyer l'affaire devant le tribunal correctionnel. 
Après un report du procès devant initialement se tenir en juin 2021, Bertrand Daudé comparaît en septembre devant le tribunal de Nîmes. À l'audience, il invoque pour sa défense avoir voulu faire œuvre de prévention auprès des mineurs pour « qu’ils comprennent les dangers des réseaux sociaux » sans se rendre compte de la gravité des conséquences sur les adolescents. Sur Internet, il se faisait aussi passer pour un médecin ou un journaliste d’investigation enquêtant sur les dangers des réseaux sociaux. Le juge dénonce la cruauté du prêtre qui continuait d'exiger des photos de ses victimes, l'un en pleurs devant son écran, l'autre se scarifiant et la jeune fille lui confiant son intention de se suicider. Bertrand Daudé connaissait par ailleurs certaines de ses victimes. Le prêtre est condamné à 3 ans de prison dont 18 mois avec sursis probatoire sans mandat de dépôt.
Accompagnée par sa mère, l'adolescente, seule victime du prêtre présente à l'audience, témoigne de sa honte et de sa peur, du sentiment d'être salie l'empêchant de retourner au collège. Durant les cinq années séparant la plainte et la condamnation du prêtre, elle confie être passée par des périodes d'anorexie, ne pesant plus que 38 kilos, son indice de masse corporelle étant descendu à 13. Elle n'a plus confiance en elle et rencontre des difficultés dans sa relation à autrui.
À l'issue du procès, le diocèse de Nîmes réaffirme sa compassion envers les victimes.
En mars 2022, Bertrand Daudé comparaît à nouveau devant le tribunal correctionnel de Nîmes. Une plainte a été déposée contre lui pour agression sexuelle en juillet 2019 à la gendarmerie de Sommières par un jeune homme, absent au procès, qui l'accuse de s'être livré sur lui à des attouchements, alors qu'il avait 11 ans, notamment des massages sur son ventre et sur son sexe dans la chambre du prêtre. Les faits allégués remontent à juin 2015 lors d'une retraite de préparation à la communion solennelle à Conqueyrac. L'accusé risque la révocation du sursis probatoire accordé par le jugement de septembre 2021. Bertrand Daudé nie les faits, affirmant n'avoir jamais eu de gestes déplacés en 25 ans d'accompagnement de jeunes, ni n'en avoir éprouvé le désir. L'enquête n'a pas mis en évidence d'autres victimes potentielles. L'avocat du prêtre fait valoir l'absence d'éléments matériels attestant la réalité des faits reprochés. Le tribunal prononce la relaxe.

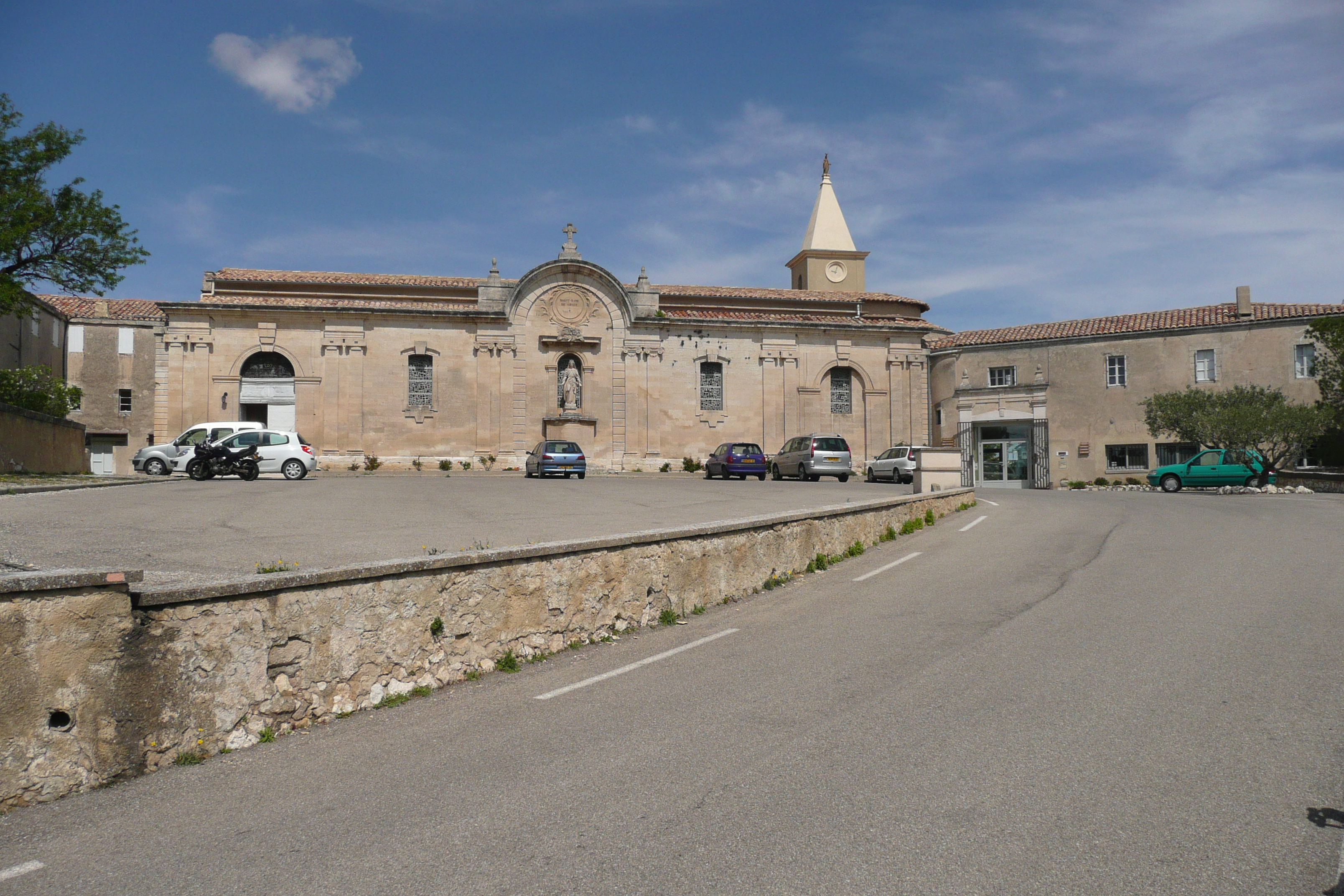
Notre-Dame-de-Grâce.

À la suite de cette relaxe, le 15 avril 2022, jour du Vendredi Saint, des activistes collent des affiches sur le chemin de croix et tracent une inscription sur la route qui monte au sanctuaire Notre-Dame-de-Grâce à Rochefort-du-Gard, où la présence de Bertrand Daudé a été repérée par les familles des victimes et leurs soutiens. Ils dénoncent le fait que le prêtre soit hébergé à un endroit accueillant des enfants et des adolescents, et demandent son renvoi de l'état clérical. Le vicaire général du diocèse, le père Jean-Claude Rodriguez, affirme que Bertrand Daudé « n'a aucun contact avec des jeunes passant par le sanctuaire », que l'endroit s'est imposé pour des raisons pratiques, mais qu'il sera prochainement déplacé. Il déclare : « Je comprends que les familles aient ce sentiment, mais il ne s’agit pas d’une protection. Nous avons affaire à une personne humaine, mais on ne le sur-protège pas. Nous suivons scrupuleusement ce qui nous a été demandé.  » Il annonce que compte-tenu des faits pour lesquels Bertrand Daudé a été condamné, « la justice ecclésiastique passera sur le dossier » sans toutefois donner d'échéance.